# اسپتسز
اسپتسز (به لاتین: Spetses) یک منطقهٔ مسکونی در یونان است که در Spetses Municipality واقع شده‌است.

## خواهرخوانده
شهر بایلن خواهرخواندهٔ اسپتسز هست.